# Organi della cattedrale di Santa Maria del Fiore a Firenze

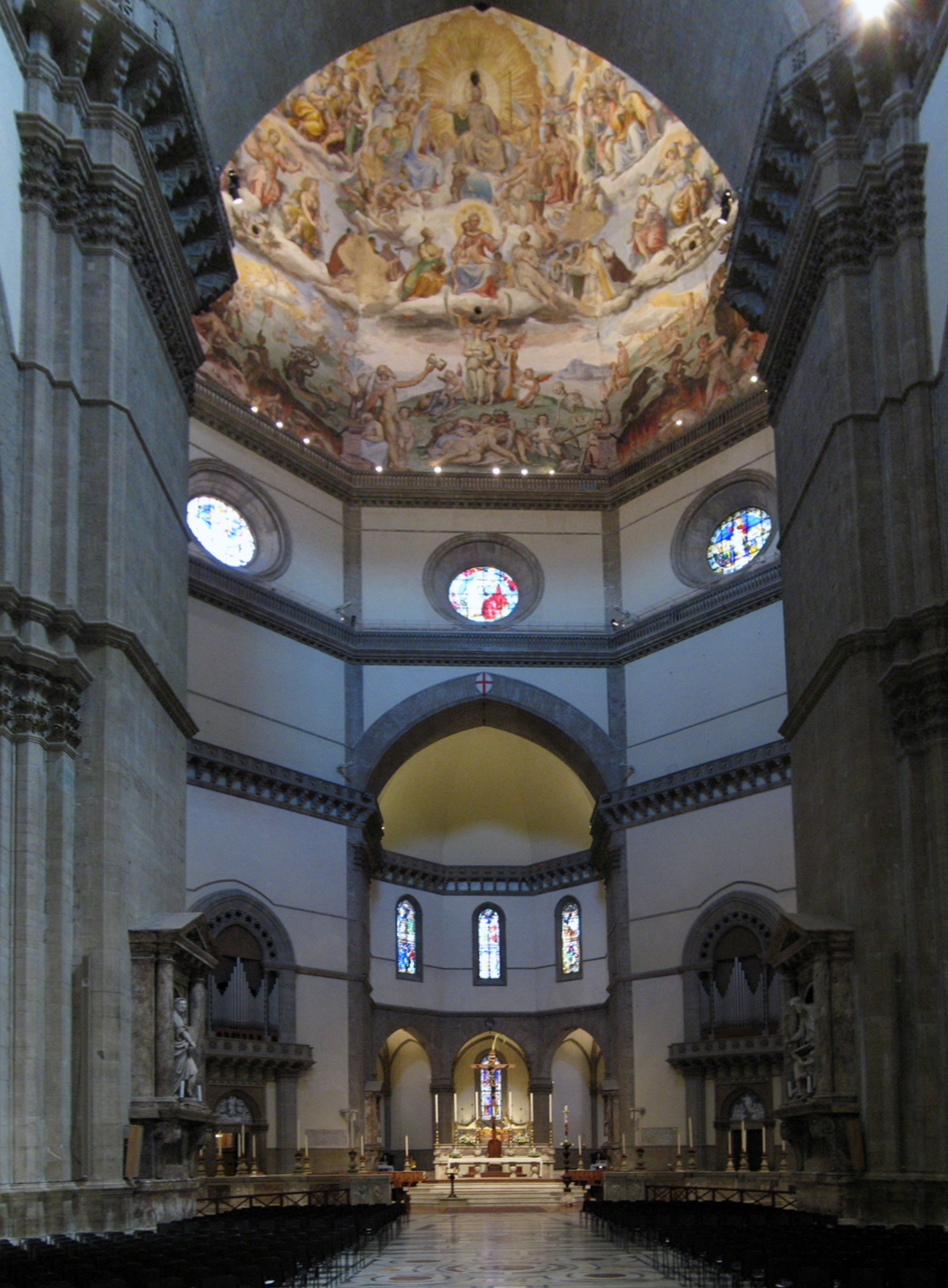
Interno della cattedrale di Santa Maria del Fiore con il Grand'Organo (a sinistra) e l'Espressivo (a destra) dell'organo maggiore

Gli organi della cattedrale di Santa Maria del Fiore a Firenze sono due.
Lo strumento principale è il Mascioni opus 805, costruito a più riprese a partire dal 1961, che si compone principalmente di tre strumenti distinti:
- l'organo maggiore, con 128 registri e due consolle, una a cinque e una a quattro manuali, formato da più corpi situati nell'area dell'ottagono della cupola;
- l'organo della cappella di San Jacopo Maggiore, con 30 registri e consolle a tre manuali, situato nella seconda cappella di sinistra della tribuna di sinistra, suonabile anche dalle consolle a cinque e quattro manuali dell'organo maggiore;
- l'organo della cappella di San Matteo, con 12 registri e consolle a due manuali, situato nella seconda cappella di sinistra della tribuna di destra, anch'esso suonabile dalle consolle a cinque e quattro manuali dell'organo maggiore.

Con le sue 7 551 canne è il quinto organo in Italia per dimensioni ed il più grande strumento costruito dalla ditta Mascioni.
Il secondo strumento della cattedrale è l'organo positivo Puccini opera 031, costruito nel 2012, con 5 registri.
Dal 2012 sono organisti titolari della cattedrale il maestro Daniele Dori e il maestro David Jackson.

## Storia
La cattedrale di Santa Maria del Fiore venne costruita tra il 1296 e il 1436, quando venne completata la cupola.
Le prime notizie relative alla presenza di un organo a canne all'interno della chiesa risalgono al 1388, quando fu costruito un organo sotto la direzione di fra Andrea de' Servi e Francesco Landini (il famoso Cieco degli Organi), collocato probabilmente nell'ultimo intercolumnio a destra della navata. Nel 1448 venne costruito per la cantoria di Luca Della Robbia (sulla sinistra) un nuovo organo da Matteo da Prato, detto Matteo degli Organi, che fu inaugurato da Antonio Squarcialupi, musico presso Lorenzo il Magnifico. Anche sulla cantoria di Donatello (sulla destra) fu realizzato un organo più piccolo. Nel 1459-1460 l'organo grande sulla cantoria di Della Robbia fu ampliato da fra Giovanni di Francesco di Mercatello con l'aggiunta di due grandi canne di 24' poste ai lati della facciata, sempre per volere di Antonio Squarcialupi, comandate da tue tasti aggiunti sulla sinistra della tastiera. Si creò, così, uno strumento di dimensioni e dal prospetto eccezionali per l'Italia del tempo, la cui tastiera iniziava da Fa-2 e proseguiva con il Sol-2 e quindi con il Do-1. Nel 1546 l'organaro strasburghese Bernardo d'Argentina costruì ex novo l'organo sulla cantoria di Donatello, che diventò da quel momento grande quanto quello sull'altra cantoria, che era stato ideato da Squarcialupi nel secolo precedente. L'organo di Squarcialupi sulla cantoria di Della Robbia fu poi a sua volta rifatto tra il 1564 e il 1566 dall'organaro cortonese Onofrio Zefferini, che consegnò il lavoro nel 1567. La facciata di questo strumento doveva essere identica a quello della cantoria di Donatello e doveva contenere ancora le due grandi canne di 24' volute da Squarcialupi nel 1460. La disposizione fonica era la seguente:
| Manuale          |     |
| Principale       | 24' |
| Ottava           | 12' |
| XV               | 6'  |
| XIX              |     |
| XXII-XXVI-XXIX   |     |
| Flauto in ottava | 12' |
| Sordine          |     |

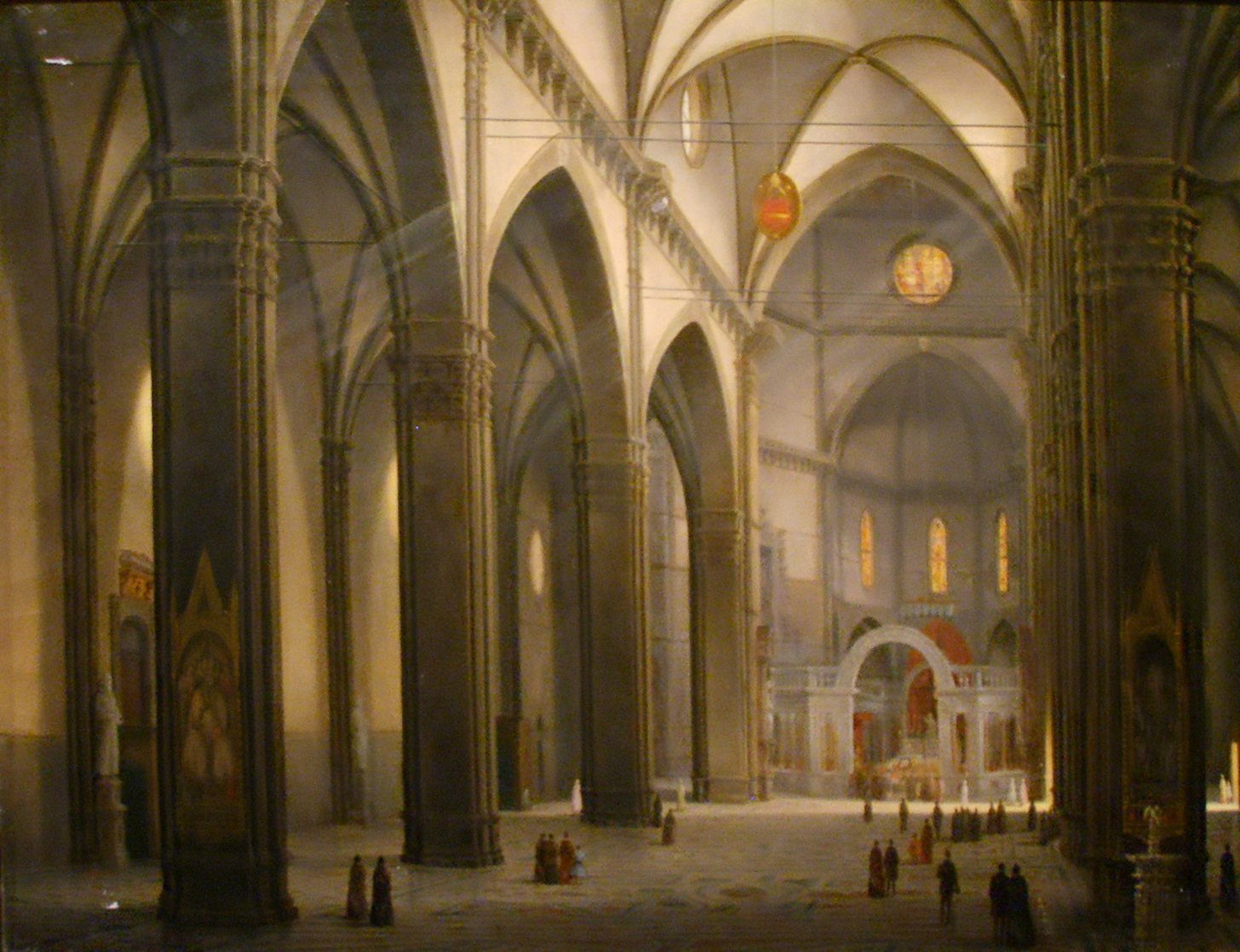
L'interno della cattedrale prima dei restauri del 1838-1842 in un dipinto di Fabio Borbottoni; è visibile parte della cassa originaria dell'organo di sinistra.

Fra gli organari che lavorarono e operarono modifiche ai due organi nel corso dei secoli si segnalano Vincenzo Sormani, Antonio Dal Corno Colonna (che nel 1646 soppresse alcuni tasti spezzati) e Francesco Domenico Cacioli. Nel 1774 venne rifatta la cassa dell'organo di sinistra in stile barocco dall'intagliatore fiorentino Giovanni Boni, in simmetria con quella dell'organo di destra che era stata realizzata nel 1688 in occasione delle nozze di Ferdinando de' Medici e Violante Beatrice di Baviera. Tra il 1845 e il 1846 entrambi gli strumenti subirono pesanti modifiche, in quanto le cantorie vennero completamente rimosse e sostituite con quelle neogotiche tuttora esistenti, realizzate su progetto di Gaetano Baccani ispirandosi al ballatoio interno della cattedrale. Conseguentemente il prospetto degli organi, cui lavorò l'organaro Giacobbe Maria Paoli di Campi Bisenzio che concluse i lavori nel 1846, fu mutato radicalmente e furono accantonate le grandi canne di 24'. Nel 1898 l'organo sulla cantoria di destra fu rifatto dalla ditta Agati-Tronci di Pistoia, che realizzò uno strumento a due tastiere.

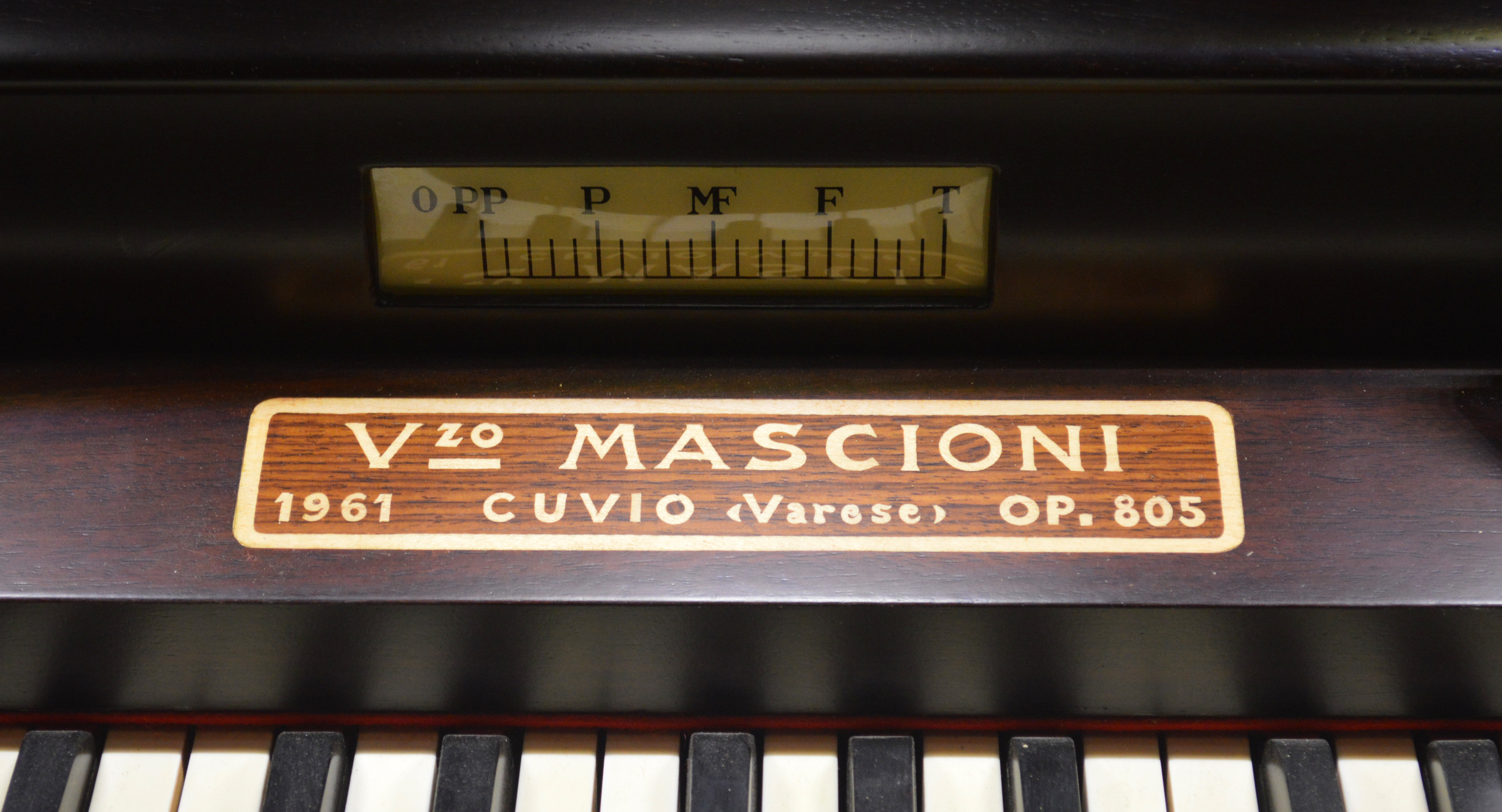
Targhetta sulla consolle a tre manuali recante il nome del costruttore, l'anno di costruzione e il numero di opera dell'organo Mascioni.

Tra il 1959 e il 1962 fu deciso di sostituire i due strumenti antichi un nuovo grande organo a trasmissione elettrica, che fu commissionato alla ditta Mascioni. Il primo nucleo per il nuovo organo della cattedrale, composto da un corpo all'interno del recinto del coro e uno nella cappella di San Jacopo Maggiore (già dedicata alla Madonna della Neve, titolazione con la quale è tutt'oggi nota), venne inaugurato l'8 settembre 1961 da Alessandro Esposito. Pesantemente danneggiato durante l'alluvione del 1966, lo strumento venne sottoposto ad un intervento di restauro e ricostruzione condotto dalla medesima ditta costruttrice e conclusosi nel 1967; in tale occasione furono aggiunti i due ulteriori corpi sulle cantorie dell'ottagono, al posto dei due organi precedenti, rimossi per lasciare il posto a quello nuovo. Una volta terminato, lo strumento contava 79 registri per un totale di 5 033 canne distribuite in quattro corpi, ed era collegato (come nella redazione precedente) a due consolle, una maggiore a tre manuali situata nel coro, una ausiliaria a due per il solo organo della cappella di San Jacopo Maggiore.
L'organo venne restaurato e ampliato sempre dalla ditta Mascioni nel 1991, che provvide all'installazione della trasmissione elettronica, alla dotazione di una nuova consolle a quattro manuali, posizionata al di fuori del recinto del coro, e alla costruzione del Positivo mobile aperto; nel 2000 vennero aggiunti tre nuovi registri (Tuba mirabilis 8', Tuba mirabilis 4' e Campane); al termine di tali interventi, lo strumento aveva 6 740 canne per un totale di 107 registri, dei quali 74 reali e 33 ottenuti per derivazione e prolungamento. La sua disposizione fonica era la seguente:
| I - Positivo mobile aperto |        |
| Principale I               | 8'     |
| Principale II              | 8'     |
| Ottava                     | 4'     |
| Flauto                     | 4'     |
| Decimaquinta               | 2'     |
| Ripieno 6 file             | 1.1/3' |
| Tromba                     | 8'     |
| Tremolo                    |        |

| I - Positivo corale aperto |        |
| Principale                 | 8'     |
| Flauto stoppo              | 8'     |
| Ottava                     | 4'     |
| Flauto camino              | 4'     |
| Ottavina                   | 2'     |
| Quintina                   | 1.1/3' |
| Ripieno 3 file             | 2'     |
| Ripieno 4 file             | 1/3'   |

| II - Grand'Organo |        |
| Principale        | 16'    |
| Principale        | 8'     |
| Corno camoscio    | 8'     |
| Flauto            | 8'     |
| Ottava            | 4'     |
| Flauto            | 4'     |
| Duodecima         | 2.2/3' |
| Decimaquinta      | 2'     |
| Decimanona        | 1.1/3' |
| Ripieno 4 file    | 1.1/3' |
| Ripieno 6 file    | 2/3'   |
| Cornetto 5 file   | 8'     |
| Tromba            | 16'    |
| Tromba            | 8'     |
| Tromba            | 4'     |
| Voce umana        | 8'     |
| Tuba mirabilis    | 8'     |
| Tuba mirabilis    | 4'     |
| Campane           |        |

| III - Espressivo    |        |
| Bordone             | 16'    |
| Diapason            | 8'     |
| Bordone             | 8'     |
| Gamba               | 8'     |
| Principale          | 4'     |
| Flauto armonico     | 4'     |
| Flauto in XII       | 2.2/3' |
| Flautino            | 2'     |
| Decimino            | 1.3/5' |
| Flauto in XIX       | 1.1/3' |
| Piccolo             | 1'     |
| Ripieno 5 file      | 2'     |
| Controfagotto       | 16'    |
| Tromba armonica     | 8'     |
| Oboe                | 8'     |
| Musetta             | 4'     |
| Voce celeste 2 file | 8'     |
| Voci corali         | 8'     |
| Tremolo             |        |

| IV - Cappella       |        |
| Aperto              |        |
| Principale          | 16'    |
| Principale          | 8'     |
| Flauto              | 8'     |
| Ottava              | 4'     |
| Flauto              | 4'     |
| Sesquialtera 2 file | 2.2/3' |
| Decimaquinta        | 2'     |
| Ripieno 6 file      | 1.1/3' |
| Tromba              | 8'     |
| Espressivo          |        |
| Principale          | 8'     |
| Bordone             | 8'     |
| Ottava              | 4'     |
| Flauto              | 4'     |
| Nazardo             | 2.2/3' |
| Silvestre           | 2'     |
| Ripieno 5 file      | 2'     |
| Fagotto             | 8'     |
| Clarinetto          | 8'     |
| Tremolo             |        |

| Pedale al Positivo mobile |     |
| Basso                     | 16' |
| Ottava                    | 8'  |

| Pedale al Positivo corale |     |
| Bordone                   | 16' |
| Bordone                   | 8'  |

| Pedale al Grand'Organo |         |
| Basso Acustico         | 32'     |
| Contrabbasso           | 16'     |
| Principale             | 16'     |
| Quinta                 | 10.2/3' |
| Basso                  | 8'      |
| Principale             | 8'      |
| Ottava                 | 4'      |
| Superottava            | 2'      |
| Ripieno 6 file         | 2.2/3'  |
| Bombarda               | 16'     |
| Tromba                 | 16'     |
| Trombone               | 8'      |
| Tromba                 | 8'      |
| Clarone                | 4'      |
| Tuba mirabilis         | 8'      |
| Tuba mirabilis         | 4'      |
| Campane                |         |

| Pedale all'Espressivo |     |
| Bordone               | 16' |
| Bordone               | 8'  |
| Flauto                | 4'  |
| Controfagotto         | 16' |
| Fagotto               | 8'  |
| Musetta               | 4'  |

| Pedale Cappella |        |
| Basso           | 16'    |
| Subbasso        | 16'    |
| Basso dolce     | 8'     |
| Bordone         | 8'     |
| Ottava          | 4'     |
| Flauto          | 4'     |
| Cornetto 3 file | 2.2/3' |
| Tromba          | 16'    |
| Tromba          | 8'     |
| Tromba          | 4'     |

1. ↑  21 note, da La2 a Fa4.
2. ↑  21 note, da La1 a Fa3.

L'organaro Nicola Puccini costruì per la cattedrale un organo positivo a cassapanca nel 2008 (opera 014), con 3 registri; in seguito al trasferimento di quest'ultimo nel battistero di San Giovanni, ne costruì un altro nel 2012 (opera 031), a 5 registri.
Nel corso dell'estate e dell'autunno del 2017, lo strumento è stato radicalmente revisionato ad opera della ditta Mascioni, sia nelle parti meccaniche che in quelle elettriche ed elettroniche, quindi restaurato e ampliato. Tra gli interventi, l'aggiunta di un nuovo corpo Eco (funzionante anche come strumento a sé, con una propria consolle a due manuali e pedale) collocato nel lato sinistro della cappella di San Matteo, nella tribuna meridionale; la trasformazione in reali di alcuni registri combinati; l'aggiunta di nuovi registri ai corpi già esistenti; la revisione della disposizione fonica sui vari manuali e pedale relativa ai singoli corpi. Lo strumento è stato quindi dotato di una nuova consolle a cinque manuali, mobile e indipendente, collocata nella parte sinistra dell'area dell'ottagono, di base ottagonale in richiamo al tamburo della cupola, con registri disposti a semicerchio e azionati da pomelli in legno, che si aggiunge a quelle già esistenti e che comanda l'intero complesso degli organi.

## Organo maggiore
L'organo maggiore, del quale costituiscono parte integrante l'organo della cappella di San Jacopo Maggiore e quello della cappella di San Matteo, è a trasmissione elettronica; esso dispone di 7 551 canne per un totale di 128 registri.

### Corpi
Lo strumento si compone di più corpi distinti, collocati nell'area del capocroce.
Il Positivo mobile aperto (dieci registri al primo manuale e tre al pedale) è situato a pavimento al di fuori del coro, generalmente nell'area nord-occidentale dell'ottagono della crociera. Esso, montato su carrelli che ne consentono lo spostamento, è racchiuso entro una cassa lignea tripartita verticalmente, con il campo centrale più alto rispetto ai due laterali; la parte inferiore del prospetto presenta semplici intarsi geometrici, mentre quella superiore la mostra, formata da canne del registro principale con bocche a mitria disposte a cuspide (campo centrale) ed ala digradante verso il centro (campi laterali).
Il Positivo corale aperto (dieci registri al primo manuale e due al pedale, fino al 1967 espressivo) è situato all'interno del coro, a ridosso del lato meridionale della transenna. Il materiale fonico è posto a 1,55 m al di sotto del piano di calpestio, ai piedi dei gradini di accesso al presbiterio, ed è interamente alloggiato entro una cassa lignea dalla semplice fattura geometrica, che presenta un grigliato per lo sfogo del suono sia sulla parte anteriore, sia sulla copertura.

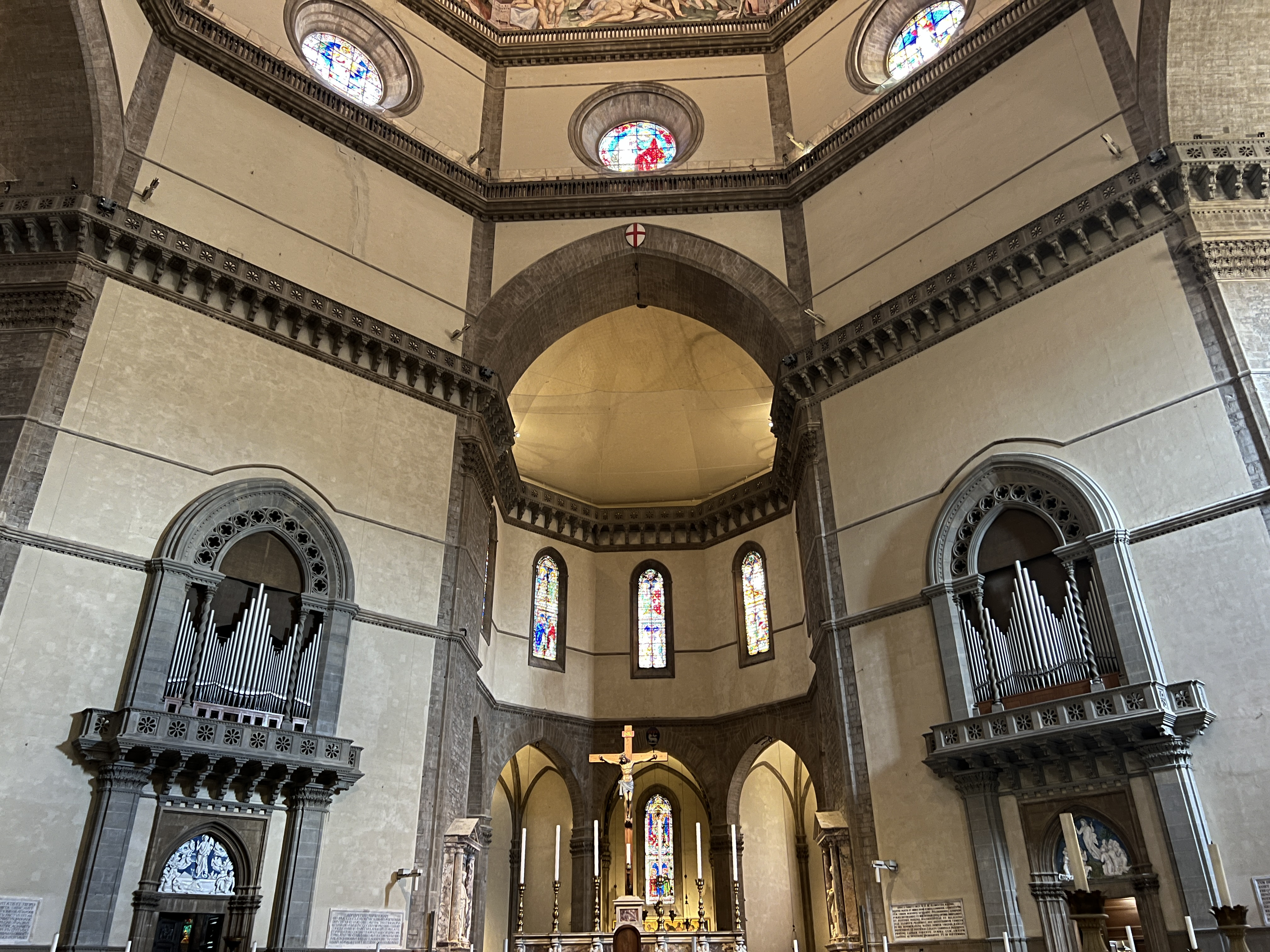
Il Grand'Organo (a sinistra) e l'Espressivo, sulle due cantorie dell'ottagono

Il Grand'Organo (diciannove registri al secondo manuale e diciotto al pedale) e l'Espressivo (diciannove registri al terzo manuale e sei al pedale), con le relative sezioni del pedale, sono simmetricamente situati sulle cantorie ottocentesche soprastanti le porte delle due sacrestie. Il materiale fonico di ciascuno di essi è interamente racchiuso entro un'ampia nicchia nella parete, incorniciata esternamente da una serliana ogivale ottocentesca in pietra serena, realizzata su disegno di Gaetano Baccani; la mostra, composta da canne di principale con bocche a mitria con andamento inverso rispetto a quello delle canne stesse, si articola in tre campi: nei due laterali è formata da un'ala digradante verso il centro, in quello centrale da una cuspide con ali laterali, secondo la tradizione toscana. Sulle cantorie, trovano luogo le canne più gravi dei registri Controbombarda 32' e Bombarda 16', poste orizzontalmente.
L'Organo della cappella, originariamente denominato Positivo, è costituito dal corpo situato all'interno della cappella di San Jacopo Maggiore, seconda di sinistra della tribuna di sinistra. Esso corrisponde al quarto manuale e si compone di due divisioni: una aperta di 11 registri e una espressiva di 10 registri, con sezione aperta del pedale di 9 registri. La cassa lignea, addossata alla parete di fondo e priva di qualsiasi decorazione, si limita al basamento della mostra, quest'ultima formata da canne di principale disposte a palizzata in due ali laterali convergenti al centro.
L'Eco (dieci registri al quinto manuale e due al pedale) è costituito dall'organo della cappella di San Matteo (seconda cappella di sinistra della tribuna di destra). Il materiale fonico, caratterizzato da un'intonazione ispirata agli strumenti romantici francesi, è interamente racchiuso entro una moderna cassa lignea realizzata su disegno di Marco Magni e addossata alla parete di sinistra; la mostra è formata da canne di principale liberamente disposte che presentano tre differenti trattamenti del metallo.

### Consolle
L'organo è comandato da quattro consolle, anch'esse dislocate nel capocroce; in tutte, l'estensione delle tastiere è di 61 note (Do1-Do6) e quella del pedaliera (concavo-radiale) di 32 (Do1-Sol3).
La consolle maggiore, costruita nel 2017 su disegno di Marco Magni, è mobile ed è generalmente situata al di fuori del recinto del coro e dispone di cinque manuali. Essa è posizionata al di sopra di una pedana ottagonale, della quale riprende la forma la parte esterna del mobile; quest'ultimo presenta su ciascuno dei cinque lati una specchiatura, nonché lo stemma dell'Opera di Santa Maria del Fiore sul lato opposto alla panca dell'organista. L'interno è una rivisitazione in chiave moderna delle consolle dell'organaro francese Aristide Cavaillé-Coll, già operato dalla ditta Mascioni per l'organo della chiesa di Sant'Antonio in Campo Marzio a Roma (opus 1181). Mentre le unioni del pedale e gli accoppiamenti sono azionati da placchette a bilico disposte in unica fila al di sopra del quinti manuale, i registri e le unioni dei manuali sono azionate da pomelli a tiro, con i nomi riportati in nero su tondini in porcellana bianca, posti su gradoni ad andamento curvilineo ai lati dei manuali, secondo il seguente schema:
| Unioni dei manuali           | Leggio                            | Registri Cappella aperto (IV)                           |
| Registri Espressivo (III)    | Unioni del Pedale e accoppiamenti | Registri Cappella espressivo (IV)                       |
| Registri Espressivo (III)    | V tastiera                        | Registri Eco (V)                                        |
| Registri Grand'Organo (II)   | IV tastiera                       | Registri Pedale al Grand'Organo                         |
| Registri Grand'Organo (II)   | III tastiera                      | Registri Pedale al Grand'Organo e all'Eco               |
| Registri Positivo mobile (I) | II tastiera                       | Registri Pedale al Corale, al Positivo e all'Espressivo |
| Registri Positivo corale (I) | I tastiera                        | Registri Pedale Cappella                                |

All'interno del recinto del coro si trova una seconda consolle che comanda lo strumento nella sua interezza; essa è mobile indipendente, generalmente situata davanti al Positivo corale ed è quella costruita nel 1991 e già situata al di fuori del coro. Dispone di quattro tastiere di 61 note ciascuna e pedaliera concavo-radiale di 32 note; i registri dell'organo Eco sono suonabili dal quarto manuale. I comandi dei registri, delle unioni e degli accoppiamenti sono costituiti da placchette a bilico con i nomi incisi, disposte su più file ai lati e al di sopra dei manuali. Il mobile esternamente presenta una sobria decorazione costituita da specchiature che riprendono la forma del mobile, con il nome della ditta costruttrice intarsiato al centro della parete posteriore.
Nella cappella di San Jacopo Maggiore è situata un'ulteriore consolle, anch'essa mobile indipendente, a tre manuali e pedale e già situata all'interno del coro. Ad essa sono collegati, con le relative sezioni del Pedale, il Positivo mobile aperto (primo manuale), il Grand'Organo (secondo manuale) e le due sezioni dell'organo della cappella di San Jacopo Maggiore (quella aperta sul secondo manuale, quella espressiva sul terzo). I registri, le unioni e gli accoppiamenti sono azionati da placchette a bilico con i nomi incisi, disposte su più file ai lati e al di sopra dei manuali.
Una quarta consolle si trova nella cappella dei Santi Simone e Giuda (seconda cappella di destra della tribuna di destra); essa ha due manuali e comanda l'organo Eco (con la sezione aperta sul primo manuale e quella espressiva sul secondo) e l'Espressivo (sul secondo manuale), con le relative sezioni del Pedale. Tale consolle era originariamente collocata nella cappella di San Jacopo Maggiore e comandava solo quel corpo d'organo.

### Disposizione fonica
| I - Positivo mobile aperto |        |
| Principale I               | 8'     |
| Principale II              | 8'     |
| Bordone                    | 8'     |
| Ottava                     | 4'     |
| Flauto                     | 4'     |
| Decimaquinta               | 2'     |
| Ripieno 6 file             | 1.1/3' |
| Usignoli                   |        |
| Tromba                     | 8'     |
| Tremolo                    |        |

| I - Positivo corale aperto |        |
| Principale                 | 8'     |
| Flauto stoppo              | 8'     |
| Ottava                     | 4'     |
| Flauto camino              | 4'     |
| Ottavina                   | 2'     |
| Quintina                   | 1.1/3' |
| Ripieno 3 file             | 2'     |
| Ripieno 4 file             | 1/3'   |

| II - Grand'Organo |        |
| Principale        | 16'    |
| Principale        | 8'     |
| Corno camoscio    | 8'     |
| Flauto            | 8'     |
| Ottava            | 4'     |
| Flauto            | 4'     |
| Duodecima         | 2.2/3' |
| Decimaquinta      | 2'     |
| Decimanona        | 1.1/3' |
| Ripieno 4 file    | 1.1/3' |
| Ripieno 6 file    | 2/3'   |
| Cornetto 5 file   | 8'     |
| Voce umana        | 8'     |
| Tromba            | 16'    |
| Tromba            | 8'     |
| Tromba            | 4'     |
| Tuba mirabilis    | 8'     |
| Tuba mirabilis    | 4'     |
| Campane           |        |

| III - Espressivo    |        |
| Bordone             | 16'    |
| Diapason            | 8'     |
| Bordone             | 8'     |
| Gamba               | 8'     |
| Principale          | 4'     |
| Flauto armonico     | 4'     |
| Flauto stoppo       | 4'     |
| Flauto in XII       | 2.2/3' |
| Flautino            | 2'     |
| Decimino            | 1.3/5' |
| Flauto in XIX       | 1.1/3' |
| Piccolo             | 1'     |
| Ripieno 5 file      | 2'     |
| Voce celeste 2 file | 8'     |
| Controfagotto       | 16'    |
| Tromba armonica     | 8'     |
| Oboe                | 8'     |
| Musetta             | 4'     |
| Voci corali         | 8'     |
| Tremolo             |        |

| IV - Cappella       |        |
| aperto              |        |
| Principale          | 16'    |
| Principale          | 8'     |
| Flauto              | 8'     |
| Ottava              | 4'     |
| Flauto              | 4'     |
| Sesquialtera 2 file | 2.2/3' |
| Decimaquinta        | 2'     |
| Ripieno 6 file      | 1.1/3' |
| Cornetto 3 file     | 2.2/3' |
| Tromba              | 8'     |
| Tromba              | 4'     |
| espressivo          |        |
| Principale          | 8'     |
| Bordone             | 8'     |
| Ottava              | 4'     |
| Flauto              | 4'     |
| Nazardo             | 2.2/3' |
| Silvestre           | 2'     |
| Ripieno 5 file      | 2'     |
| Decimino            | 1.3/5' |
| Fagotto             | 8'     |
| Clarinetto          | 8'     |
| Tremolo             |        |

| V - Eco           |     |
| aperto            |     |
| Bordone           | 16' |
| Principale        | 8'  |
| Flauto armonico   | 8'  |
| Ottava            | 4'  |
| Decimaquinta      | 2'  |
| espressivo        |     |
| Corno di notte    | 8'  |
| Viola da gamba    | 8'  |
| Voce celeste      | 8'  |
| Flauto ottaviante | 4'  |
| Tromba armonica   | 8'  |
| Tremolo           |     |

| Pedale al Positivo mobile |     |
| Basso                     | 16' |
| Bordone                   | 8'  |
| Flauto                    | 4'  |

| Pedale al Positivo corale |     |
| Bordone                   | 16' |
| Bordone                   | 8'  |

| Pedale al Grand'Organo |         |
| Basso acustico         | 32'     |
| Contrabbasso           | 16'     |
| Principale             | 16'     |
| Quinta                 | 10.2/3' |
| Basso                  | 8'      |
| Principale             | 8'      |
| Ottava                 | 4'      |
| Super ottava           | 2'      |
| Ripieno 6 file         | 2.2/3'  |
| Controbombarda         | 32'     |
| Bombarda               | 16'     |
| Tromba                 | 16'     |
| Trombone               | 8'      |
| Tromba                 | 8'      |
| Clarone                | 4'      |
| Tuba mirabilis         | 8'      |
| Tuba mirabilis         | 4'      |
| Campane                |         |

| Pedale all'Espressivo |     |
| Bordone               | 16' |
| Bordone               | 8'  |
| Flauto                | 4'  |
| Controfagotto         | 16' |
| Fagotto               | 8'  |
| Musetta               | 4'  |

| Pedale Cappella |     |
| Basso           | 16' |
| Subbasso        | 16' |
| Basso dolce     | 8'  |
| Bordone         | 8'  |
| Ottava          | 4'  |
| Flauto          | 4'  |
| Tromba          | 16' |
| Tromba          | 8'  |
| Tromba          | 4'  |

| Pedale all'Eco |     |
| Subbasso       | 16' |
| Basso          | 8'  |

1. ↑  è possibile invertire il primo e il secondo manuale, tramite apposito pistoncino, in entrambe le consolle.
2. ↑  21 note, La2-Fa4.
3. ↑  da Do3.
4. ↑  21 note, La1-Fa3.

### Organo della cappella di San Jacopo Maggiore

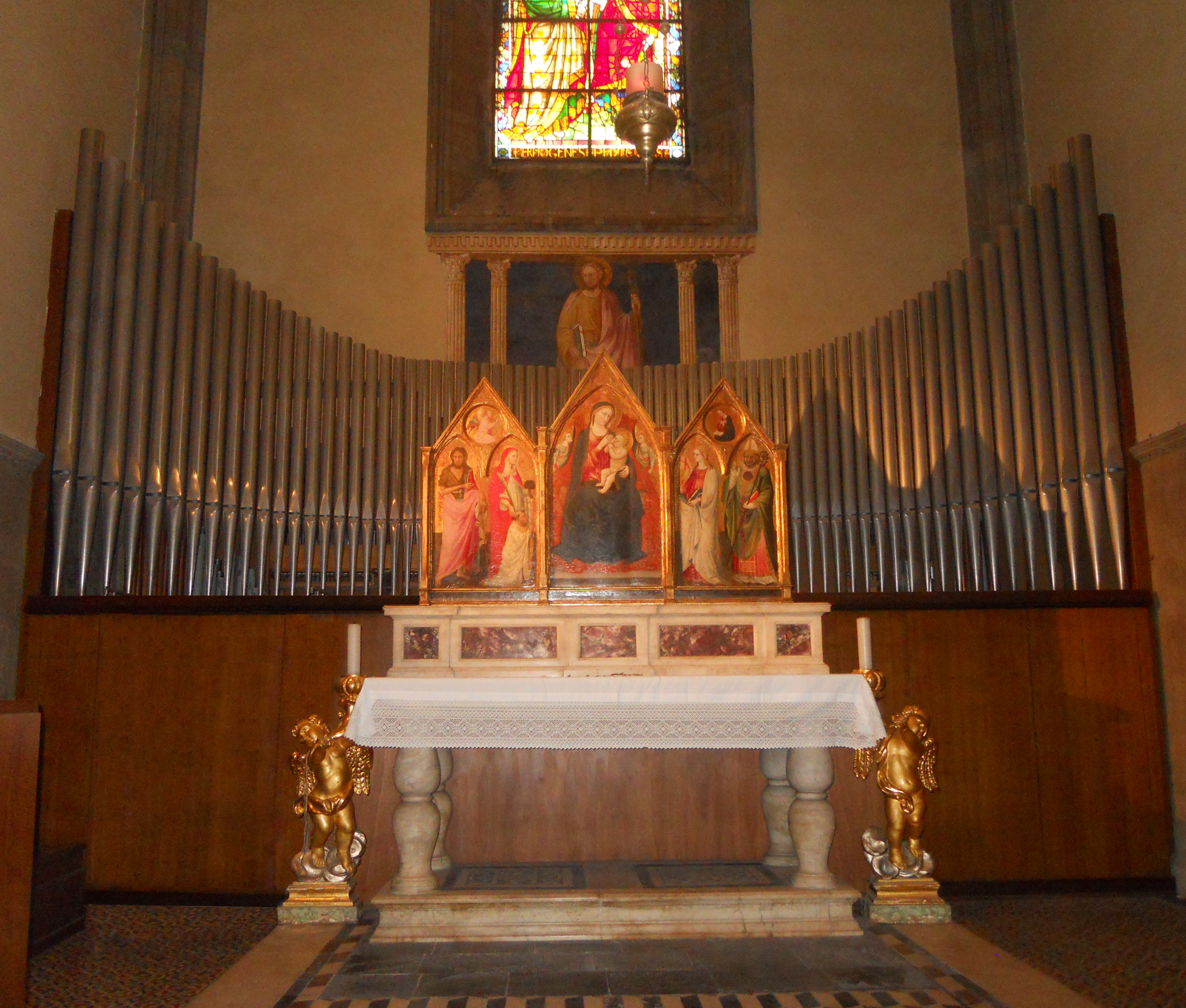
L'organo della cappella di San Jacopo Maggiore

Nella cappella di San Jacopo Maggiore (seconda cappella di sinistra della tribuna di sinistra), si trova uno dei due nuclei originari dell'organo della cattedrale, che costituisce uno strumento a sé stante.
Esso è a trasmissione elettrica e dispone di 30 registri per un totale di circa 1500 canne; la sua consolle è anch'essa situata nella cappella, è mobile indipendente e dispone di due tastiere di 61 note ciascuna e pedaliera concavo-radiale di 32 note, con i registri azionati da placchette a bilico disposte su unica fila al di sopra del manuale superiore.
La cassa è limitata al basamento e la mostra è composta da canne disposte a palizzata con due ali laterali, appartenenti al registro di principale con bocche a mitria non allineate orizzontalmente.
Di seguito la disposizione fonica:
| I - Grand'Organo    |                |
| Principale          | 16'            |
| Principale          | 8'             |
| Flauto              | 8'             |
| Ottava              | 4'             |
| Flauto              | 4'             |
| Sesquialtera 2 file | 2.2/3'         |
| Decimaquinta        | 2'             |
| Ripieno 6 file      | 1.1/3'         |
| Cornetto 3 file     | 2.2/3' Soprani |
| Tromba              | 8'             |
| Tromba              | 4'             |

| II - Espressivo |        |
| Principale      | 8'     |
| Bordone         | 8'     |
| Ottava          | 4'     |
| Flauto          | 4'     |
| Nazardo         | 2.2/3' |
| Silvestre       | 2'     |
| Ripieno 5 file  | 2'     |
| Decimino        | 1.3/5' |
| Fagotto         | 8'     |
| Clarinetto      | 8'     |
| Tremolo         |        |

| Pedale      |     |
| Basso       | 16' |
| Subbasso    | 16' |
| Basso dolce | 8'  |
| Bordone     | 8'  |
| Ottava      | 4'  |
| Flauto      | 4'  |
| Tromba      | 16' |
| Tromba      | 8'  |
| Tromba      | 4'  |

### Organo della cappella di San Matteo

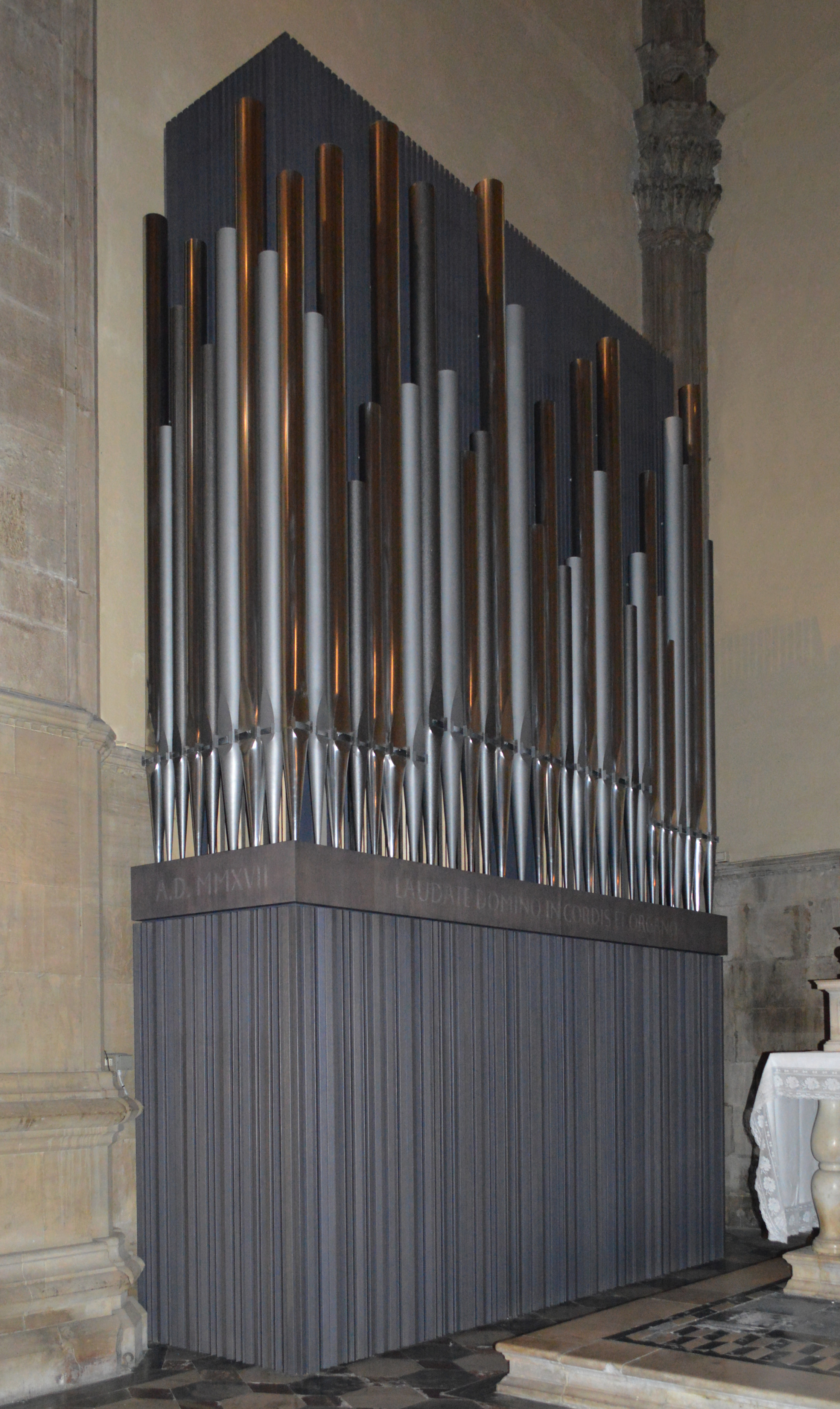
L'organo della cappella di San Matteo

Nella cappella di San Matteo (seconda cappella di sinistra della tribuna di destra), lungo la parete di sinistra si trova il nuovo corpo Eco aggiunto da Mascioni nel 2017. Pur essendo parte dell'organo maggiore (i registri di questo corpo corrispondono a quelli del quinto manuale della consolle principale), costituisce uno strumento a sé stante e serve di accompagnamento alle liturgie quotidiane che vengono officiate in quell'area della cattedrale. L'organo è a trasmissione elettronica, dispone di 12 registri ed è caratterizzato da un'intonazione ispirata agli strumenti romantico-sinfonici di area francese; la sua cassa, con mostra costituita da canne di principale trattate in tre modi differenti, è stata disegnata dall'architetto Marco Magni.
Di seguito la disposizione fonica:
| I - Grand'Organo |     |
| Bordone          | 16' |
| Principale       | 8'  |
| Flauto armonico  | 8'  |
| Ottava           | 4'  |
| Decimaquinta     | 2'  |

| II - Espressivo   |    |
| Corno di notte    | 8' |
| Viola da gamba    | 8' |
| Voce celeste      | 8' |
| Flauto ottaviante | 4' |
| Tromba armonica   | 8' |
| Tremolo           |    |

| Pedale   |     |
| Subbasso | 16' |
| Basso    | 8'  |

## Organo positivo

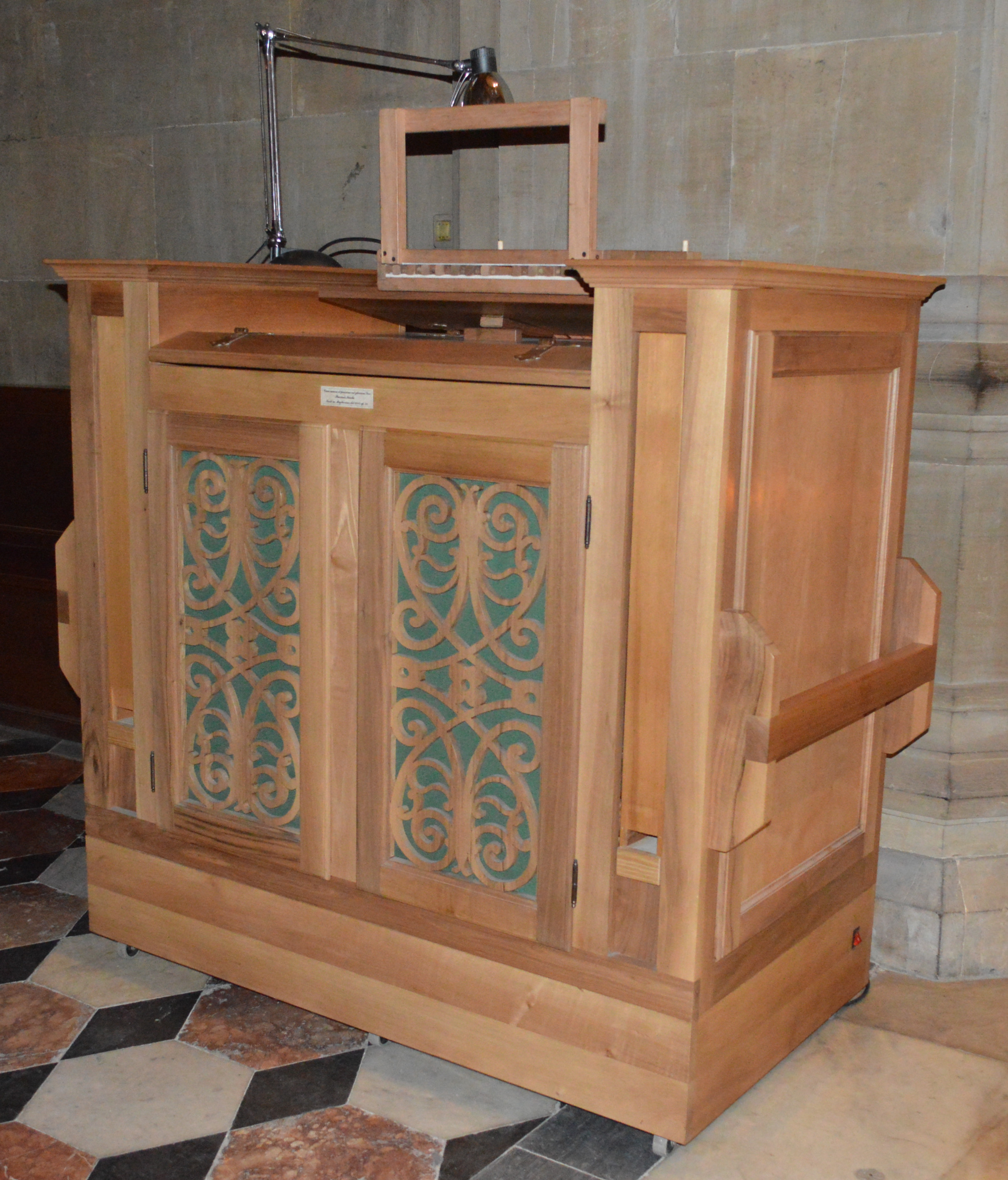
L'organo positivo

L'organo positivo a cassapanca Puccini opera 031 è situato a pavimento nella cappella dei Santi Filippo e Giacomo (prima di destra della tribuna di San Zanobi), già in quella dei Santi Barnaba e Vittore (prima di destra della tribuna dell'Immacolata); lo strumento, costruito nel 2012, è a trasmissione integralmente meccanica e dispone di 5 registri. Esso è interamente racchiuso entro una cassa lignea di fattura geometrica, decorata con semplici specchiature; sul lato anteriore, di fianco agli sportelli apribili che danno sull'interno, vi sono due canne di legno, appartenenti al registro Bordone 8'. La tastiera sporge dalla facciata posteriore ed ha un'estensione di 54 note (Do1-Fa5); la pedaliera, a leggio, è di 12 note (Do1-Si1), è priva di registri propri ed è costantemente unita alla prima ottava del manuale; i registri sono azionati da altrettanti pomelli disposti in unica colonna verticale alla destra della tastiera.
Di seguito la disposizione fonica:
| Manuale       |        |
| Bordone       | 8'     |
| Principale    | 4'     |
| Flauto camino | 4'     |
| Nazardo       | 2.2/3' |
| Ottava        | 4'     |

1. ↑  da Sol#3.